# ییپ هاربرگ
ییپ هاربرگ (به ییدیش: איסידור הוכברג؛ ‏ ۸ آوریل ۱۸۹۶ – ۵ مارس ۱۹۸۱) موسیقی‌دان و ترانه‌سرای اهل ایالات متحده آمریکا بود. وی ترانه‌سرای بر فراز رنگین‌کمان بود که در فیلم جادوگر شهر از به‌کار رفت. او به خاطر تفسیر اجتماعی اشعارش و همچنین تمایلات چپش شهرت داشت. او از برابری نژادی، جنسی و جنسیتی و سیاست اتحادیه دفاع می‌کرد. او همچنین منتقد سرسخت طبقهٔ بالادست و مذهب بود.
او در سال ۱۹۳۹ میلادی، برندهٔ جایزه اسکار بهترین ترانه شد.